# Halicarnasse
Halicarnasse (en grec ancien Ἁλικαρνασσός / Halikarnassós) est une ancienne ville d'Anatolie sur la mer Égée, dans l'ancienne province de Carie, actuellement sous le nom de Bodrum, dans le sud-ouest de la Turquie.

## Fondation

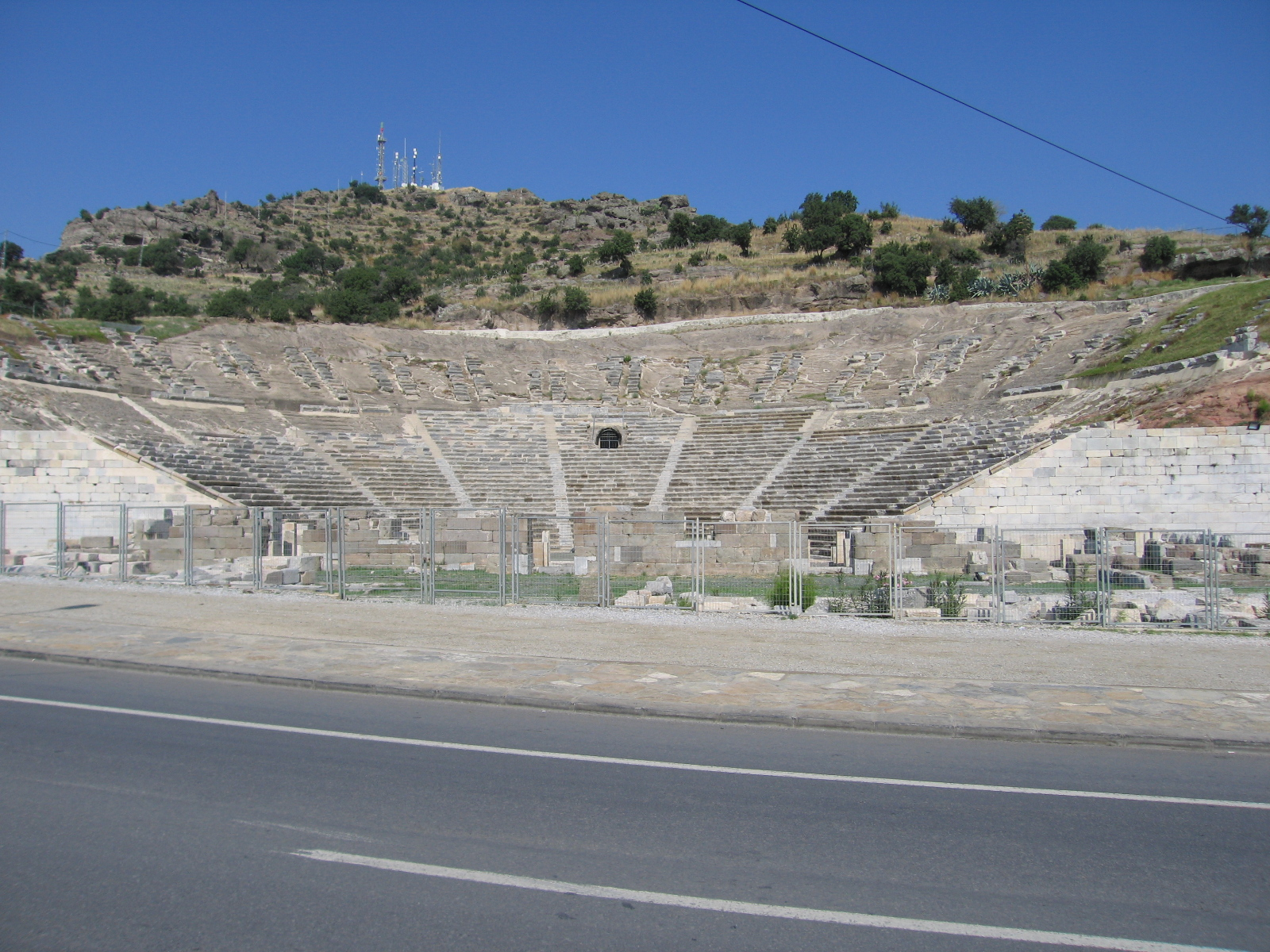
Vestiges du théâtre.

Comme la Carie est une colonie phénicienne, il paraît plus que probable que la cité d'Halicarnasse doit — comme celle de Cnide — sa naissance à une colonie phénicienne se mêlant aux Lélèges et aux Cariens qui occupaient déjà les lieux. La ville est ensuite dominée par les Doriens, probablement de Trézène et d'Argos. Elle fait alors partie de l'Hexapole dorienne, mais en est chassée après qu'un de ses ressortissants nommé Agasiclès eut emporté chez lui le trépied d'airain gagné aux jeux d'Apollon Triopien au lieu de le consacrer au dieu.
Halicarnasse devient alors le centre d'un petit royaume, dirigé d'abord par le tyran Lygdamis, puis par sa fille Artémise Ire (fl. -480). Cette dernière gouverne déjà sous la suzeraineté des perses achéménides, et participe avec cinq vaisseaux à la bataille de Salamine aux côtés de Xerxès Ier. Hérodote naît dans cette ville en -484 ou -482.

## Ville puis capitale de Carie

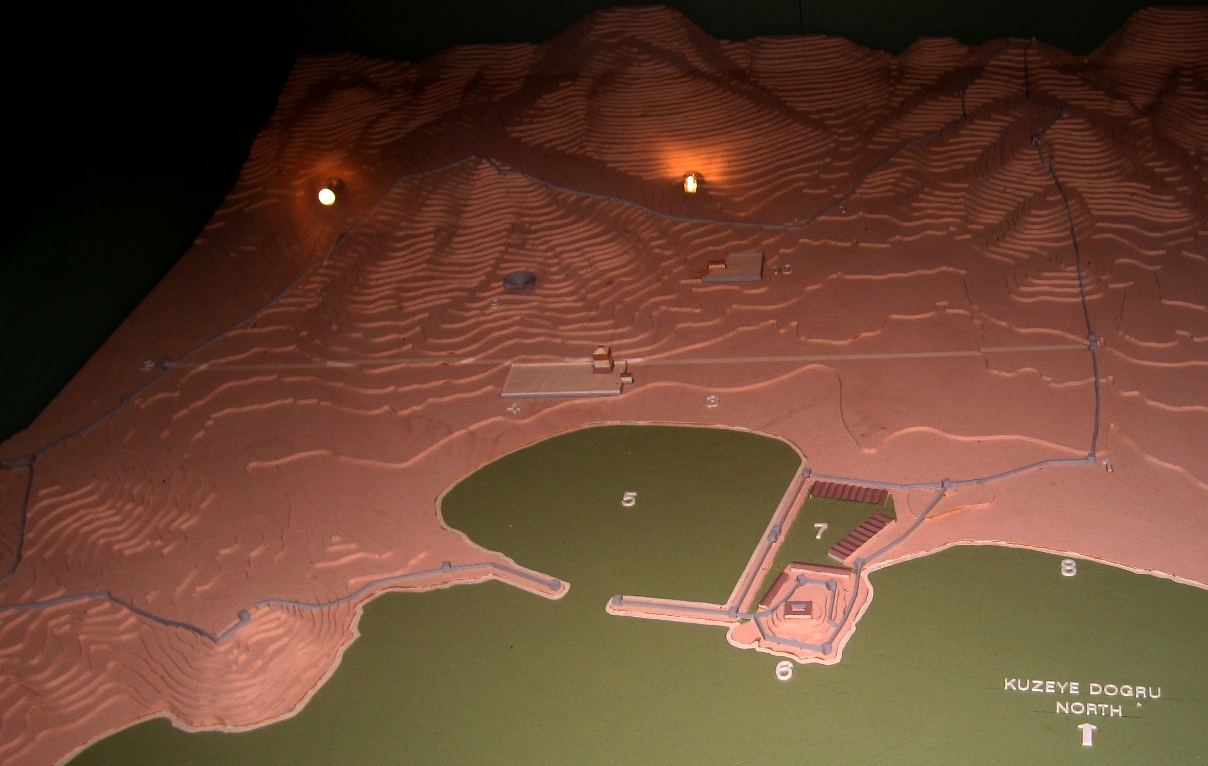
Plan d'Halicarnasse, telle qu'agrandie par Mausole.

La ville intègre ensuite la satrapie perse de Carie. Lorsque Mausole prend le pouvoir (vers 376-353 av. J.-C.), il décide d'y déplacer sa capitale, la ville étant plus facile à défendre que Mylasa. Il agrandit sensiblement la ville pour cet usage, y faisant construire un port militaire et un sanctuaire à Arès.
Lorsqu'il meurt, sa sœur et épouse Artémise II fait élever un tombeau monumental à sa mémoire, sur des plans qu'il avait lui-même conçu. Le mausolée d'Halicarnasse est considéré par Pline l'Ancien comme l'une des Sept Merveilles du monde.

## Intégration à l'empire d'Alexandre
Lorsque Alexandre le Grand envahit la Perse en 334 av. J.-C., Ada de Carie, dépossédée de son trône, s'allie avec Alexandre. La ville est assiégée par ce dernier, et voyant la défaite certaine, Memnon de Rhodes l'incendie. La majorité de la ville est détruite.
La ville ne se relèvera jamais vraiment du siège (à l'époque antique) et Cicéron la décrit comme quasiment déserte.

## Personnages célèbres
- Denys d'Halicarnasse
- Hérodote
- Artémise Ire, reine d'Halicarnasse au Ve siècle av. J.-C. Elle gouverna sous la suzeraineté de l'Empire achéménide.
- Ada
- Julien d'Halicarnasse

## Mythologie
C'est la patrie de la naïade Salmacis qui fit vœu d'être unie à Hermaphrodite selon les Métamorphoses d'Ovide.